# دار الندوة
دار الندوة هي مقر لتنظيم وإدارة شؤون مدينة مكة المكرمة، كان يجتمع بها حكماء مكة من قبائل قريش وخزاعة وغنى، و زعماؤهم، ويترشح لدخولها كل من تجاوز الثلاثين من العمر للتشاور والتحاور وإبداء الرأي فيما بينهم، كما كانت لها وظائف أخرى متعددة، فهي المكان الذي تنطلق منه القوافل التجارية المكية وفيها كانت تحط رحالها حين عودتها، كما ترفع فيها راية الحرب، وتخرج الجيوش المكية منها حين اشتعال فتيل الحرب، بالإضافة إلى إعلانهم عن ختان الذكور، فلا تقضي القبيلة أمرًا إلا بها، وهي تقع في بطن مكة في الجهة الغربية من الكعبة.

## تأسيسها
أسسها قصي بن كلاب الجد الرابع للرسول محمد عام 460 ميلادية، بعد أن تولى إمارة مكة خلفاً لعمه يقظة بن مرة، حينها فكر في تأسيس دار الندوة التي كانت تضم كل وجهاء مكة من جميع القبائل القاطنة فيها. وآلت مسؤولية الإشراف على الدار لآل عبد الدار بن قصي، أكبر أولاد قصي بن كلاب، والذي أسندت إليه مسؤولية سدانة الكعبة.

## أشهر قراراته
بعد ظهور دعوة نبي المسلمين، محمد، في عام 610، اجتمع 40 شخصية من كبار قريش في دارة الندوة، وخرجوا بقرار يقضي بمقاطعة اجتماعية واقتصادية لمحمد وأصحابه، والمعروف تاريخياً بـ"حصار بني هاشم" في شعب أبي طالب والذي امتد لثلاثة أعوام.
كما شهدت الدار اجتماعاً حاسماً في تاريخ المسلمين، حينما قرر المجتمعون في الدار من المناوئين لدعوة محمد من القرشيين، واتفقوا على قتله على يد فرسان من بيوت عدة من قريش، حتى يضيع دمه بين القبائل، إلا أن هاجر إلى المدينة المنورة.
وكان آخر اجتماع شهده الدار قبل دخول المسلمين إلى مكة فاتحيين، كان بعد نقض قريش لصلح الحديبية، واتفق المجتمعون على إرسال وفد إلى العاصمة الإسلامية المدينة المنورة.

## الدار بعد فتح مكة
بعد فتح مكة من قبل جيش النبي محمد، بعد ثمانية أعوام من هجرته منها، سقط دور الدار السياسي بعد 300 عام من تأسيسها، وبيعت الدار عام 44هـ إلى معاوية بن أبي سفيان، من قبل عكرمة بن عامر بن هاشم، وأصبحت الدار مقراً لإمارة مكة إبان الخلافة الأموية، بعد أن جُددت، ومنزلاً لمن يحج من بني أمية. واستمرت مركزاً للإمارة حتى عهد الخليفة العباسي هارون الرشيد، الذي نقل مقر الإمارة إلى داراً جديداً.

## إزالتها
في عام 894 م (281 هـ)، أزالت توسعة الخليفة العباسي، المعتضد بالله، للمسجد الحرام دار الندوة، حيث أمر بهدمها وضمت إلى المسجد الحرام وأصبحت رواقاً من أروقته.